# Manuel de Carvalho Pais de Andrade
Manuel de Carvalho Pais de Andrade, né le 21 décembre 1774 (ou 1780) dans le Pernambouc au Brésil, et mort le 18 juin 1855 à Rio de Janeiro, est un homme politique et révolutionnaire brésilien.
Il participe à la Révolution de 1817 dans le Pernambouc avant de se réfugier aux États-Unis après la défaite. De retour au Brésil, il devient surintendant dans la marine brésilienne.
Le 13 décembre 1823, après la démission de Francisco Pais Barreto, il est élu président provisoire de la province du Pernambouc. Le 8 janvier 1824, il est confirmé comme président par les électeurs de l'État, contre les ordres du gouvernement impérial, qui avait nommé Francisco Pais Barreto à la présidence. Soutenu par Frei Caneca, il proclame, le 2 juillet 1824, la Confédération de l'Équateur, le mouvement autonomiste qui remet en question l'autoritarisme et le centralisme excessif de l'empereur Pierre Ier (1822-1831).
Il préside la province de nouveau en 1834 et devient général adjoint puis sénateur de l'empire du Brésil de 1831 à 1855.